# Elia Galla Placydia

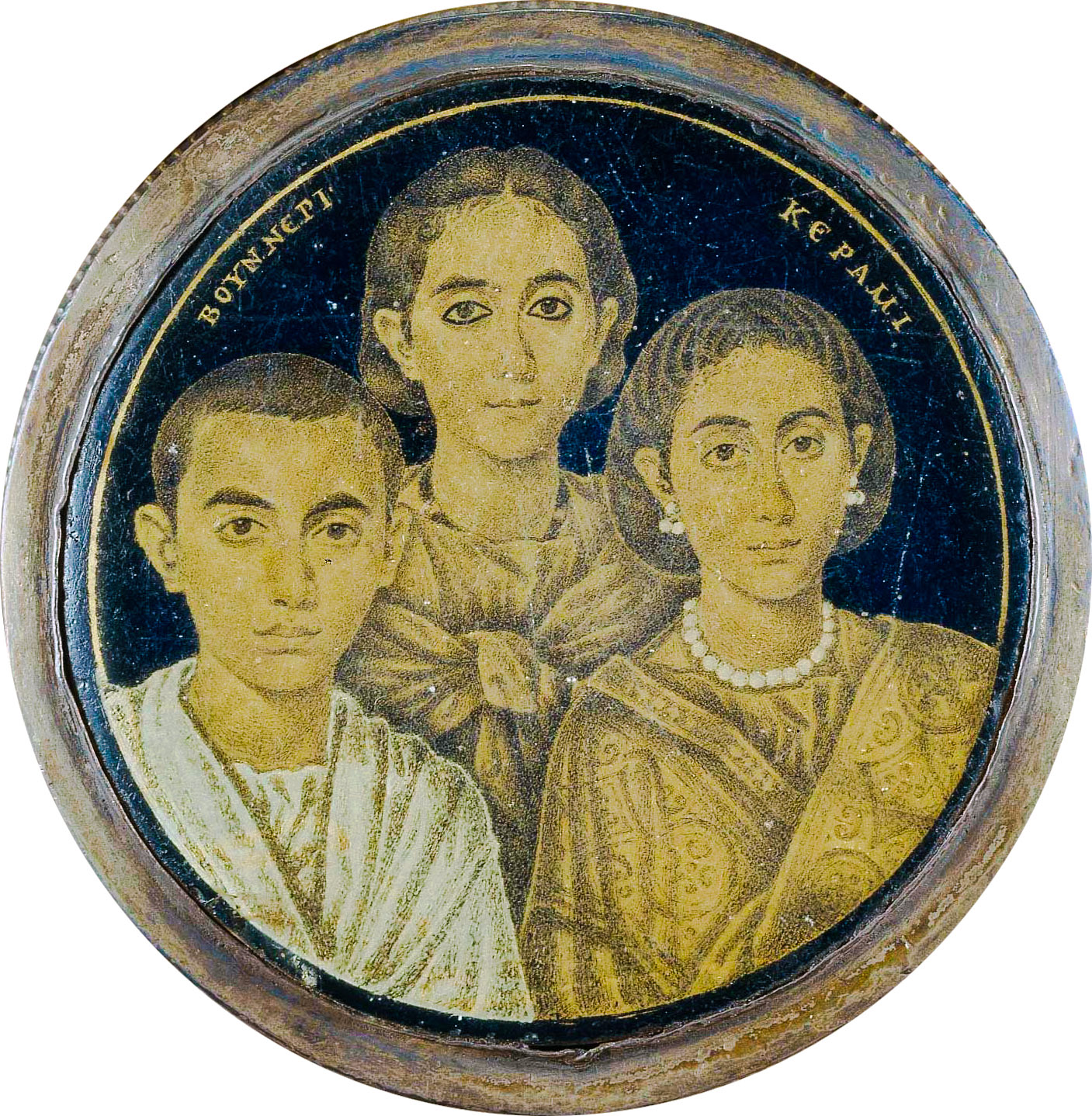
Galla Placidia i jej dzieci

Elia Galla Placydia, łac. Aelia Galla Placidia (ur. ok. 390 w Konstantynopolu, zm. 27 listopada 450 w Rzymie) – królowa Wizygotów i cesarzowa rzymska.
Była córką cesarza rzymskiego Teodozjusza I i jego drugiej żony, Galli, siostry Walentyniana II. Urodziła się w Konstantynopolu między 388 a 392 rokiem. Jej starszy rodzony brat Gracjan zmarł w dzieciństwie, a ich matka zmarła w 394 roku w połogu razem z młodszym bratem Janem. Jej starszymi przyrodnimi braćmi byli Honoriusz, cesarz rzymski, i Arkadiusz, cesarz bizantyjski, a siostrą Pulcheria.

## Dzieciństwo i pierwsze małżeństwo
Mała Galla Placydia była obecna przy łożu śmierci swojego ojca w Mediolanie 17 stycznia 395 roku. Nosiła tytuł nobilissima puella (Najszlachetniejsza Panna). Większość dzieciństwa spędziła w domu możnego Stylichona i jego żony Sereny, z którą była spokrewniona. Została nawet zaręczona z jedynym znanym synem Stylichona, Euchariuszem (Eucherius). Uczyła się tkactwa i haftu, a także uzyskała klasyczne wykształcenie. Stylichon, z pochodzenia Wandal, był najwyższym dowódcą wojsk cesarstwa zachodniorzymskiego noszącym tytuł magister militum. Jest jedyną znaną osobą noszącą tytuł magister militum in praesenti w latach 394–408 w obu częściach cesarstwa (cesarstwo zachodniorzymskie i Cesarstwo Bizantyńskie). Jako dowódca wojsk konnych i pieszych nosił również wodzowski tytuł magister equitum et peditum. Po straceniu Stylichona 22 sierpnia 408 Galla Placydia znalazła się w oblężonym przez barbarzyńców Rzymie. Po upadku Rzymu (24 sierpnia 410) trafiła w ręce Alaryka i towarzyszyła mu w drodze powrotnej do Galii (412). Następca Alaryka, Ataulf, sprzymierzył się z jej bratem Honoriuszem przeciwko dwóm rzymskim uzurpatorom. Jowin i Sebastianus zostali pokonani i straceni przez Wizygotów, a Honoriusz oddał Ataulfowi rękę swojej siostry. Ślub Galli Placydii i Ataulfa odbył się 1 stycznia 414 roku w Narbonne, ceremonia zawierała zarówno elementy rzymskie, jak i gockie.
Para miała jednego syna:
- Teodozjusza (urodzonego pod koniec 414 roku w Barcelonie i zmarłego w 415 roku). Wiele lat później jego ciało zostało przeniesione do Rzymu i powtórnie pochowane w bazylice św. Piotra.

Ataulf został zamordowany podczas kąpieli w swym pałacu w Barcelonie, w sierpniu lub wrześniu 415 roku.

## Drugie małżeństwo
Owdowiała Galla Placydia została przez Wizygotów odesłana do Honoriusza, co było jednym z warunków pokoju z cesarzem. Brat zmusił ją do poślubienia Konstancjusza III, ówczesnego magistra militum. Ich ślub odbył się 1 stycznia 417 roku. Para doczekała się dwójki dzieci:
- Justy Graty Honorii (ur. 417/418),
- Walentyniana III (ur. 2 lipca 419).

Po śmierci papieża Zozyma (późniejszego świętego) w Rzymie wybrano równocześnie dwóch jego następców – Eulaliusza (od 27 grudnia 418 do 3 kwietnia 419) oraz Bonifacego (od 28 grudnia 418 do 4 września 422). Po zamieszkach w mieście obie strony oraz Galla Placydia zwróciły się do cesarza Honoriusza o rozstrzygnięcie sporu. Po kilkumiesięcznych sporach cesarz nie tylko zatwierdził wybór Bonifacego, ale także skazał antypapieża na wypędzenie z Rzymu. Był to pierwszy znany przypadek ingerencji władzy świeckiej w wybór papieża.
8 lutego 421 Konstancjusz został mianowany Augustem, współwładcą cesarstwa razem z bezdzietnym Honoriuszem. Galla Placydia zyskała tytuł Augusty, a od rozwodu Honoriusza z Termantią (408) była nominalną cesarzową. Konstancjusz zmarł 2 września 421 roku, a Honoriusz 15 sierpnia 423. Po śmierci Honoriusza tron przez dwa lata przechodził z rąk do rąk, aż w 425 cesarzem został syn Galli Placydii, Walentynian, a Galla rządziła Rzymem w imieniu małoletniego syna.
Zmarła w Rzymie 27 listopada 450. W Rawennie znajduje się jej domniemane mauzoleum.

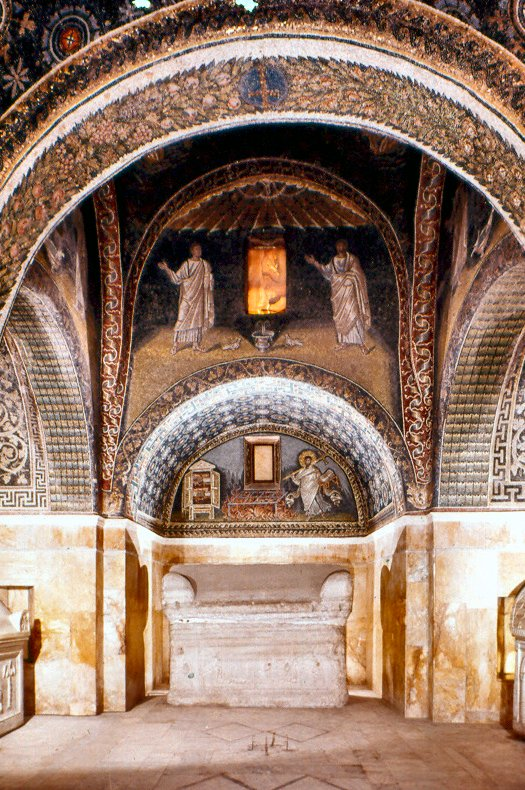
Wnętrze Mauzoleum Galli Placydii w Rawennie